# 牛頓阿伯特
牛頓阿伯特（Newton Abbot）是位於英格蘭德文郡的一個城鎮和民政教區，有人口25,556人。1846年，牛頓阿伯特有了鐵路通車。二戰期間牛頓阿伯特曾兩次遭到轟炸。